# Lars Dietz
Lars Dietz (* 7. Januar 1997 in Soest) ist ein deutscher Fußballspieler.

## Karriere

### Verein
Er begann mit dem Fußballspielen in der Jugend von Borussia Dortmund. Nachdem er dort bei der Regionalligamannschaft zu ersten Einsätzen im Herrenbereich gekommen war, wechselte der Verteidiger im Winter 2018 in die 2. Bundesliga zum 1. FC Union Berlin. 
Um Spielpraxis zu sammeln, verliehen ihn die Hauptstädter für die Saison 2018/19 an den Drittligisten Sportfreunde Lotte. Dort kam Dietz auch zu seinem ersten Einsatz im Profibereich, als er am 1. September 2018, dem 6. Spieltag, beim 3:1-Auswärtssieg gegen den Karlsruher SC in der Startformation stand. Im Frühjahr 2019 stieg der Mittelfeldspieler mit den Westfalen, für die er sechzehnmal zum Einsatz gekommen war, in die Regionalliga West ab.
Nach seiner Rückkehr zu den Eisernen, die in seiner Abwesenheit erstmals in die Bundesliga aufgestiegen waren, nahm der Defensivspieler mit der Mannschaft an der Saisonvorbereitung teil, wurde jedoch kurz vor Saisonstart an den Drittligaaufsteiger Viktoria Köln verliehen, für die er in der Saison 2019/20 insgesamt 21 Ligaeinsätze bestritt. Auch nach seiner erneuten Rückkehr nach Berlin hatte Dietz nur geringe Aussichten auf Spielzeit und wechselte daher zu den Würzburger Kickers, die zuvor in die 2. Bundesliga aufgestiegen waren. Sein Vertrag lief bis 2023. In der Saison 2020/21 kam er für den Aufsteiger 20-mal (17-mal von Beginn) in der Liga zum Einsatz und erzielte 4 Tore. Jedoch musste der Verein direkt wieder in die 3. Liga absteigen. Dort kam Dietz in der Saison 2021/22 auf 23 Drittligaeinsätze (21-mal von Beginn). Am Saisonende stieg der Verein zum zweiten Mal in Folge ab.
Dietz verblieb jedoch in der 3. Liga, er schloss sich Viktoria Köln an, für die er bereits in der Saison 2019/20 auflief.

### Nationalmannschaft
Dietz hat 2016 für die U20 des DFB sieben Länderspiele bestritten.

## Erfolge
Borussia Dortmund
- Deutscher B-Junioren-Meister: 2014
- Deutscher A-Junioren-Meister: 2016

Viktoria Köln
- Mittelrheinpokal-Sieger: 2023, 2025